# 아드말린
아드말린(영어: Ardmalin)은 아일랜드 더니골주 북부에 위치한 타운랜드이다. 아일랜드섬 최북단에 있는 타운랜드이며, 말린 곶과 같은 여러 관광지가 위치해 있다. 해변 역시 많은 편이다.

## 지리

### 만
여러 만이 위치해 있으며 그 중 화이트 스트랜드 만이 가장 크다. 화이트 스트랜드 만 이외에도 에스키 만, 브레스티 만, 이니우아란 만 등이 위치해 있으며 서쪽에 위치한 브레스티 만과 이니우아란 만에는 해변 또한 위치하고 있다. 이니우아란 만의 경우에는 만 중간이 쑥 들어간 모양새로 특이한 만 중 하나이다.

### 해변
만 중 서쪽의 브레스티 만과 이니우아란 만에는 해변이 위치하고 있으며 동쪽의 에스키 만에는 해변이 존재하지 않는다. 하지만 동쪽 해안가에도 2개의 큰 해변이 존재한다.

### 강
아드말린의 남쪽에는 키네이 강이 위치하고 있으며 남동쪽에는 쉬스킨 강 또한 위치한다.

### 마을
동쪽 해안가에 위치한 해변들 주변에는 작은 마을이 형성되어 있다. 하지만 서쪽 해안에는 마을이 없다.

### 지형
아드말린 북서부에는 반도가 위치해 있으며 이 반도에는 약 100m 높이 정도의 고개가 위치하고 있다. 작은 도로들이 많이 위치한 남동부는 낮은 편이다.

## 교통
100m 정도의 고개가 위치하고 있는 북서부 부근에는 산 주변 해안가를 따라 큰 도로가 형성되어 있다. 이 도로는 타운랜드의 남동부까지 이어지며 남동부에는 여러 작은 도로들이 있다.

## 관광
아드말린 서쪽 끝에는 말린 곶이 위치하고 있어 많은 사람들이 오가고 있다. 동쪽 해안가에도 큰 해변이 위치하여 관광업이 발달했다.